# Paul Zapp
Paul Johannes Zapp, född 18 april 1904 i Hersfeld, död 4 februari 1999 i Bad Arolsen, var en tysk SS-Obersturmbannführer. Han var från juni 1941 till juli 1942 chef för Einsatzkommando 11a, som tillhörde Einsatzgruppe D, en av de fyra mobila insatsgrupper som opererade i det av Nazityskland ockuperade Baltikum och Sovjetunionen.

## Före andra världskriget
Zapp var i mitten av 1930-talet privatsekreterare åt indologen Jakob Wilhelm Hauer.

## Andra världskriget
Den 22 juni 1941 inleddes Operation Barbarossa, Tysklands anfall på den forna bundsförvanten Sovjetunionen. I kölvattnet på de framryckande tyska arméerna följde fyra särskilda insatsgrupper, Einsatzgruppen, vars uppgift det var att eliminera för Tysklands intressen misshagliga personer, det vill säga att döda judar, zigenare, partisaner och bolsjevikiska partikommissarier. I juni 1941 utsågs Zapp till chef för Einsatzkommando 11a inom Einsatzgruppe D, som var knuten till Armégrupp Süd. Han blev senare samma år kommendör för Sicherheitspolizei (Sipo) och Sicherheitsdienst (SD) i Simferopol på Krim.

## Efter andra världskriget
Efter andra världskrigets slut gick Zapp under jorden och antog namnet "Friedrich Böhm". Han greps 1967 och åtalades två år senare för krigsförbrytelser begångna i bland annat Bârlad, Chișinău, Mykolajiv, Cherson, Simferopol, Jalta och Bachtjysaraj. Zapp dömdes den 26 februari 1970 av Landgericht München till livstids fängelse för mord på minst 13 444 människor. 27 januari 1986 släpptes Zapp från fängelset.